# Patricia Hontoir
 (janvier 2016).
Patricia Hontoir est une compositrice belge de musique classique de la période contemporaine née en 1961 à Bruxelles.

## Biographie
De 1970 à 1985, Patricia Hontoir étudie la musique à Bruxelles (Académies et Conservatoire royal). Elle travaille le piano et la composition qui la dirigent vers les Internationale Ferienkurse für Neue Musik (musique contemporaine) à Darmstadt auxquels elle participe de 1986 à 1992. Elle suit les masterclasses de Morton Feldman, du Quatuor Arditti, d'Horatiu Radulescu et approfondit par ailleurs l’écriture avec Philippe Boesmans.
Elle compose des pièces musicales pour le Théâtre Artériel (prix du jeune Théâtre), poursuit une collaboration musicale avec Alain Populaire du Théâtre impopulaire à Bruxelles.
Lors de son séjour à Darmstadt en 1986 elle fonde avec Benoît Mernier et Jean-Luc Fafchamps l'association Musica Libera à Bruxelles. En 1989, Musica Libera participe à la fondation du festival Ars Musica.
En 2000, elle écrit la musique du spectacle théâtral Ma solitude est là, mis en scène par Félicianne Ledoyen. Elle collabore aux Cirque des sons.
En 2003, elle conçoit le spectacle Songe !, rencontre plurielle avec Irvine Arditti (violon) et Sachiko Yoshida (piano), Shaula Cambazzu (danse), Severine Matteuzzi, (mise en scène) créé aux Brigittines.
En septembre 2007, elle crée une installation musicale déambulatoire ECO en collaboration avec Stephan Dunkelman, à l'occasion de l'ouverture des deux Chapelles des Brigittines à Bruxelles. Sa musique est également utilisée (Songe !) pour le documentaire de Rik Wouters, du film d'André Dartevelle, Le Testament amoureux de Nel.
Elle conçoit la musique du spectacle pour enfants de Sophie Museur, En 3 lettres..., spectacle qui obtient le Prix de la ministre de la Culture aux Rencontres de Huy 2011. Elle crée la musique du spectacle Concert bleu (musique, théâtre, danse) créé à Montpellier Danse.
Assistante à la direction technique de La Monnaie à Bruxelles de 2007 à 2013.
Fin 2013, elle part vivre à Austin (Texas) et écrit la musique du long métrage The Violent States of America, sorti en 2017.
En 2014, sort Le Goût des myrtilles de Thomas de Thier dont elle a écrit la musique.

## Discographie
- Musique originale du film Le Goût des myrtilles[9] sur Itunes.
- Reiki Sleep Meditation[10]